# زمن الرفاق
زمن الرفاق هو فيلم مغربي من إخراج محمد الشريف الطريبق سنة 2008، وبطولة كل من فرح الفاسي، محمد عسو، سعيد الحجوي، وآخرين.
سيناريو الفيلم مُقتبس من مذكرات عزيز قنجاع (بين قوسين)، وتم إنتاج الفيلم بشراكة بين المركز السينمائي المغربي والقناة الثانية المغربية سنة 2008.

## القصة
يدور الفيلم حول الحركة الطلابية المغربية في التسعينيات، والعلاقة بين التيارات المختلفة من إسلامية إلى ماركسية، تتولد قصة حب بين الفتاة (رحيل) التي انخرطت في الحركة الطلابية ضد رغبة أهلها، والطالب (سعيد) الذي يهتم بدراسته فقط، ويهمل أي نشاط طلابي، إلى أن يقابل (رحيل) التي تمثل الجذوة المشتعلة التي تجعله ينخرط في العمل الطلابي دفاعاً عنها.
يعرض الفيلم لأوج مرحلة الصراع بين الطلبة اليساريين والطلبة الإسلاميين في رحاب جامعة عبد المالك السعدي بتطوان سنة 1992، وخصوصا الصراع الدامي بين الطلبة القاعديين وطلبة العدل والإحسان.

## ردود الفعل
أثار الفيلم حساسية الإسلاميين لأنه يقدم صورة منحازة. فقد قدم الطالب الماركسي مثقفا مؤدلجا ورومانسيا، بينما قدم الطالب الإسلامي من بعيد، غامضا صغيرا وعدوانيا. وقد كان المطلوب حسب المعترضين تقديم صورة متوازنة، وهذا مطلب وجيه لتقديم الرأي والرأي الآخر.
فالمشهد الكاريكاتوري «للإخوان» وهم يحملون السيوف وكأنهم في مشهد فيلم تاريخي عن غزوة بدر، لايمت إلى الواقع بصلة... هذا في الوقت الذي يظهر الفيلم الرفاق مناضلين بالكلمة لا يمتّون إلى العنف بصلة. الفيلم وقع في بعض الأخطاء، قد تكون سهوا من قبل كاتب المذكرات، فهو يحكي عن أحداث سنة 1992 ويسرد أثناءها خبر اغتيال الطالب المعطي بوملي بوجدة، في حين أنه قتل في فاتح نونبر 1991، وحتى اسمه ورد خطأ، المعطي أومليل.
إلا أنه من الطبيعي أن يكون فيلم «زمن الرفاق» منحازا وليس موضوعيا تماما، فهو يتكلم من منظور رؤية شخصية أو تجربة خاصة بمؤلفه عزيز قنجاع الذي كتب المذكرات التي بني عليها سيناريو الفيلم. وطبيعي أن تكون هذه الرؤية متسقة مع تصورات ومفاهيم وأفكار المخرج وكاتب السيناريو (الطريبق) في رغبته في التعبير عما كان يشغل رفاق جيله حتى لو لم يكن قد قضى هو شخصيا في الجامعة كل تلك السنوات التي يكثفها في فيلمه. فهو منحاز للتيار الذي ارتبط به سواء داخل الجامعة أم خارجها، وهو وإن لم ينجح تماما في التعبير عن تلك الرؤية السياسية بطريقة فنية تخلو من المباشرة، إلا أنه يحسب له كونه أحد تلك الأفلام العربية القليلة بل والنادرة التي تتجرأ على التطرق لهذه الفترة ولهذا الموضوع.

## جوائز
- الجائزة الكبرى لمهرجان السينما الإفريقية بخريبكة.[4]

## روابط خارجية
- الفيلم على موقع imdb
- الفيلم على موقع السينما.كوم
- الفيلم على موقع allocine.fr